# Marie-Pierre Schule
Marie-Pierre Schule (1970) è un'ex sciatrice alpina francese.

## Biografia
Specialista delle prove veloci, la Schule debuttò in campo internazionale in occasione dei Mondiali juniores di Madonna di Campiglio 1988 e in Coppa Europa nella stagione 1990-1991 si piazzò 4ª nella classifica di discesa libera; non ottenne piazzamenti in Coppa del Mondo né prese parte a rassegne olimpiche o iridate.